# Кадален
Кадале́н (фр. Cadalen, окс. Cadaluènh) — коммуна во Франции, находится в регионе Юг — Пиренеи. Департамент — Тарн. Входит в состав кантона Дё-Рив. Округ коммуны — Альби.
Код INSEE коммуны — 81046.

## География
Коммуна расположена приблизительно в 560 км к югу от Парижа, в 55 км северо-восточнее Тулузы, в 16 км к юго-западу от Альби.
По территории коммуны протекает небольшая река Содрон.

## Климат
Климат умеренно-океанический. Зима мягкая и дождливая, лето жаркое с частыми грозами. Ветры довольно редки.

## Население
Население коммуны на 2010 год составляло 1473 человека.
| 1962 | 1968 | 1975 | 1982 | 1990 | 1999 | 2010 |
| ---- | ---- | ---- | ---- | ---- | ---- | ---- |
| 1181 | 1136 | 1050 | 1072 | 1112 | 1206 | 1473 |

## Администрация
| Период | Период | Фамилия              | Партия | Примечания |
| ------ | ------ | -------------------- | ------ | ---------- |
| 2001   | 2008   | Бетти Симон          |        |            |
| 2008   | 2020   | Моник Корбьер-Фовель |        |            |

## Экономика
Основу экономики составляет виноградарство.
В 2007 году среди 806 человек в трудоспособном возрасте (15—64 лет) 630 были экономически активными, 176 — неактивными (показатель активности — 78,2 %, в 1999 году было 74,6 %). Из 630 активных работали 572 человека (298 мужчин и 274 женщины), безработных было 58 (28 мужчин и 30 женщин). Среди 176 неактивных 70 человек были учениками или студентами, 46 — пенсионерами, 60 были неактивными по другим причинам.

## Достопримечательности
- Церковь Св. Иоанна Крестителя. Исторический памятник с 1927 года.
- Церковь Успения Божьей Матери.

## Фотогалерея

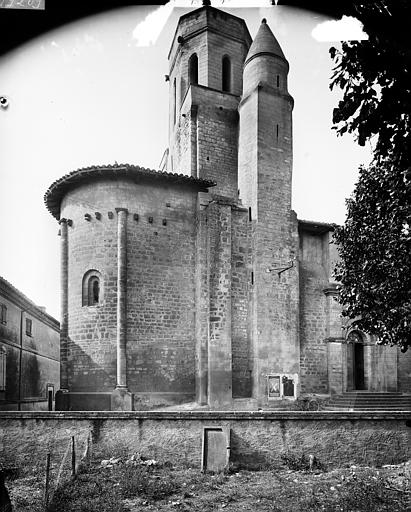
Церковь Успения Божьей Матери
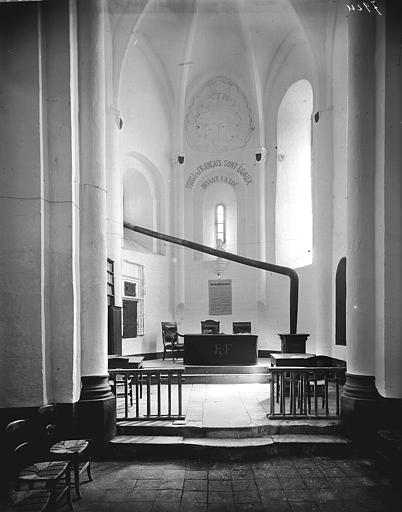
Интерьер церкви Успения Божьей Матери
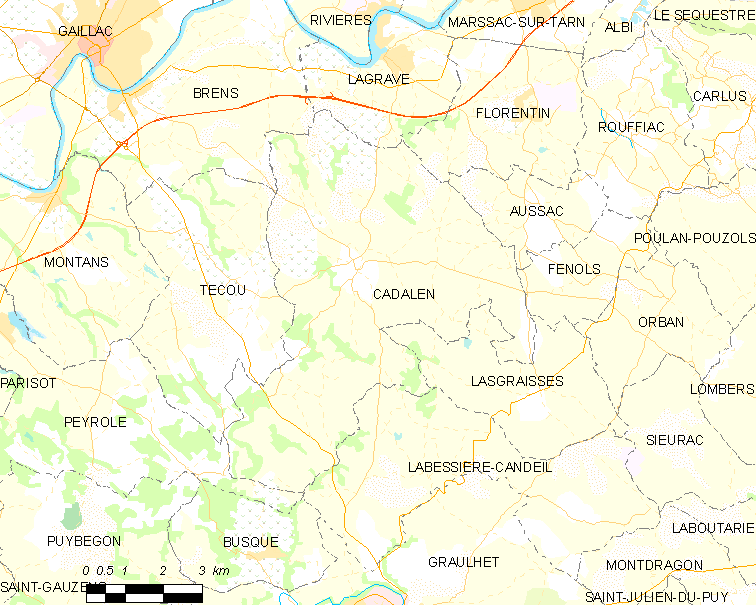
Карта коммуны